# Norska utställningen 1943

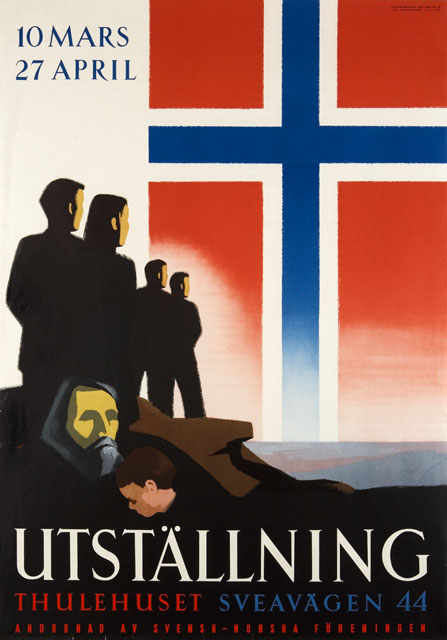
Utställningsaffischen.

Den norska utställningen arrangerades av den Svensk-norska föreningen i Thulehuset på Sveavägen i Stockholm den 10 mars till den 27 april 1943.
Utställningen öppnades i närvaro av prinsessan Ingeborg, prins Eugen, utrikesminister Christian Günther, den norske ministern Jens Bull, diplomater från de allierade länderna och en rad representanter från Stockholms stad.
Den högtidliga invigningen den 10 mars utfördes av prins Eugen, och tal hölls av föreningens ordförande borgarrådet Yngve Larsson. På morgonen den 9 april, hölls en minneshögtid vid utställningen för de norrmän som hade offrat sina liv under ockupationen. Utställningskommitténs ordförande var Hans Ahlmann.

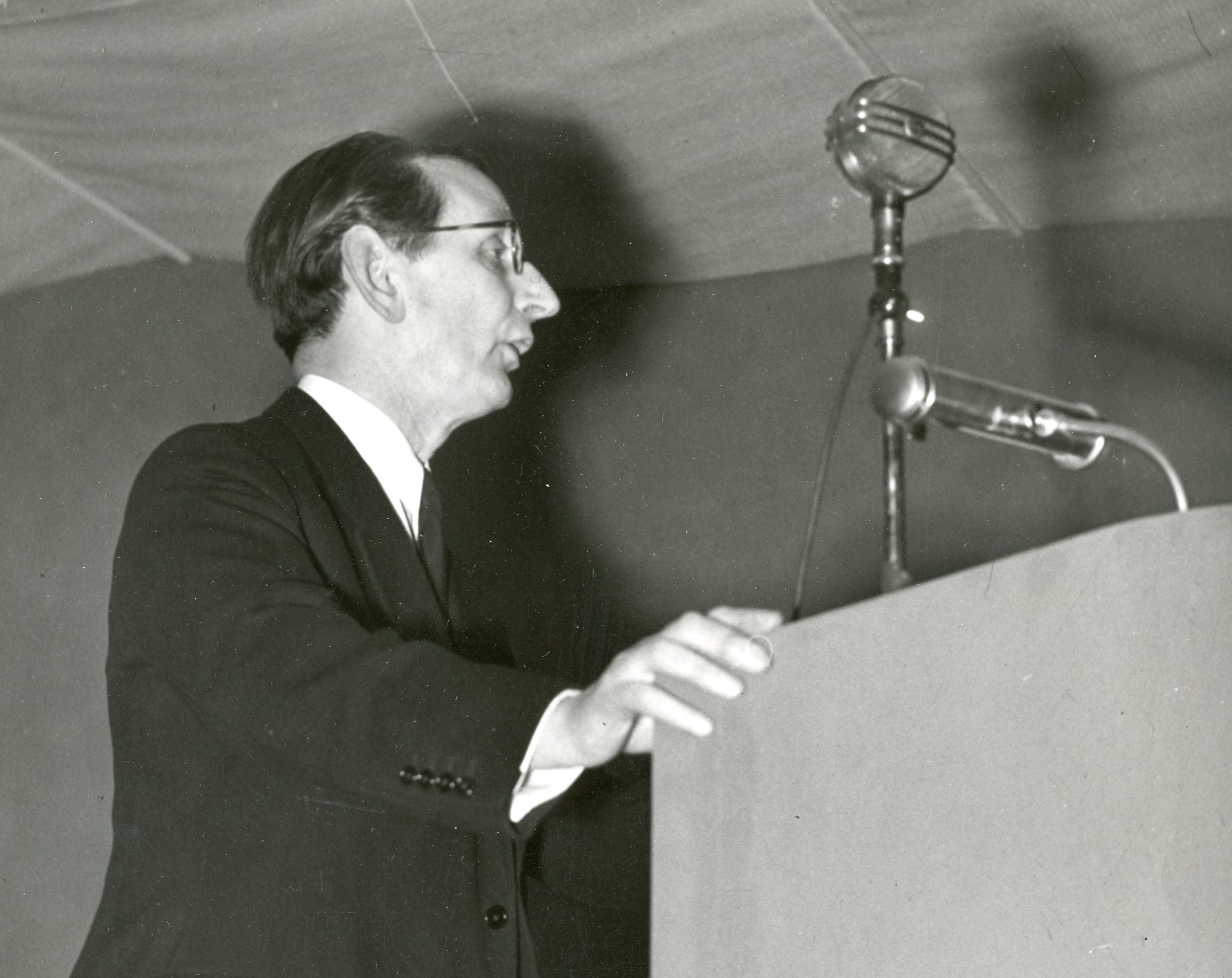
Yngve Larsson talar vid invigningen
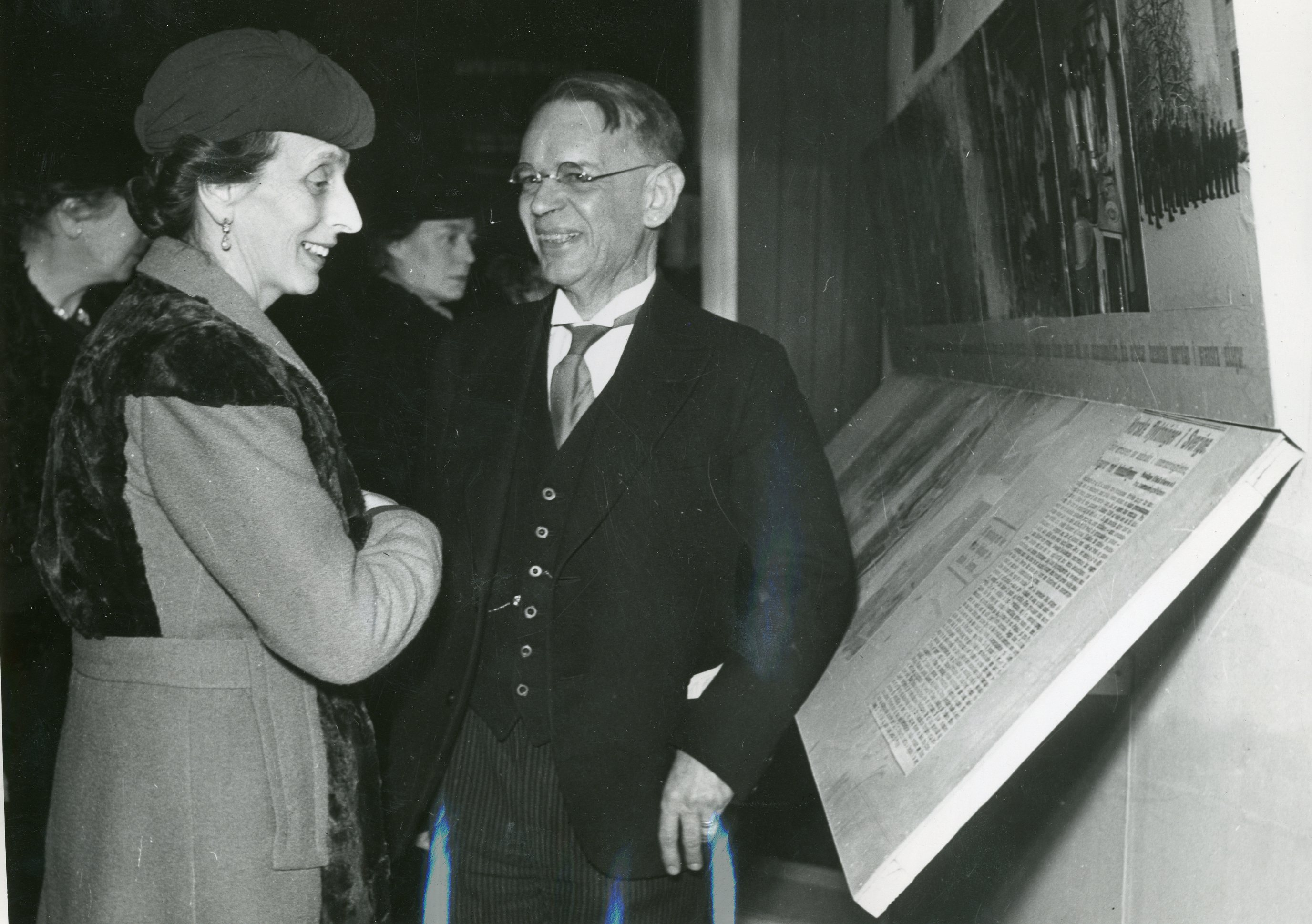
Hans W:son Ahlmann visar utställningen för prinsessan Ingeborg
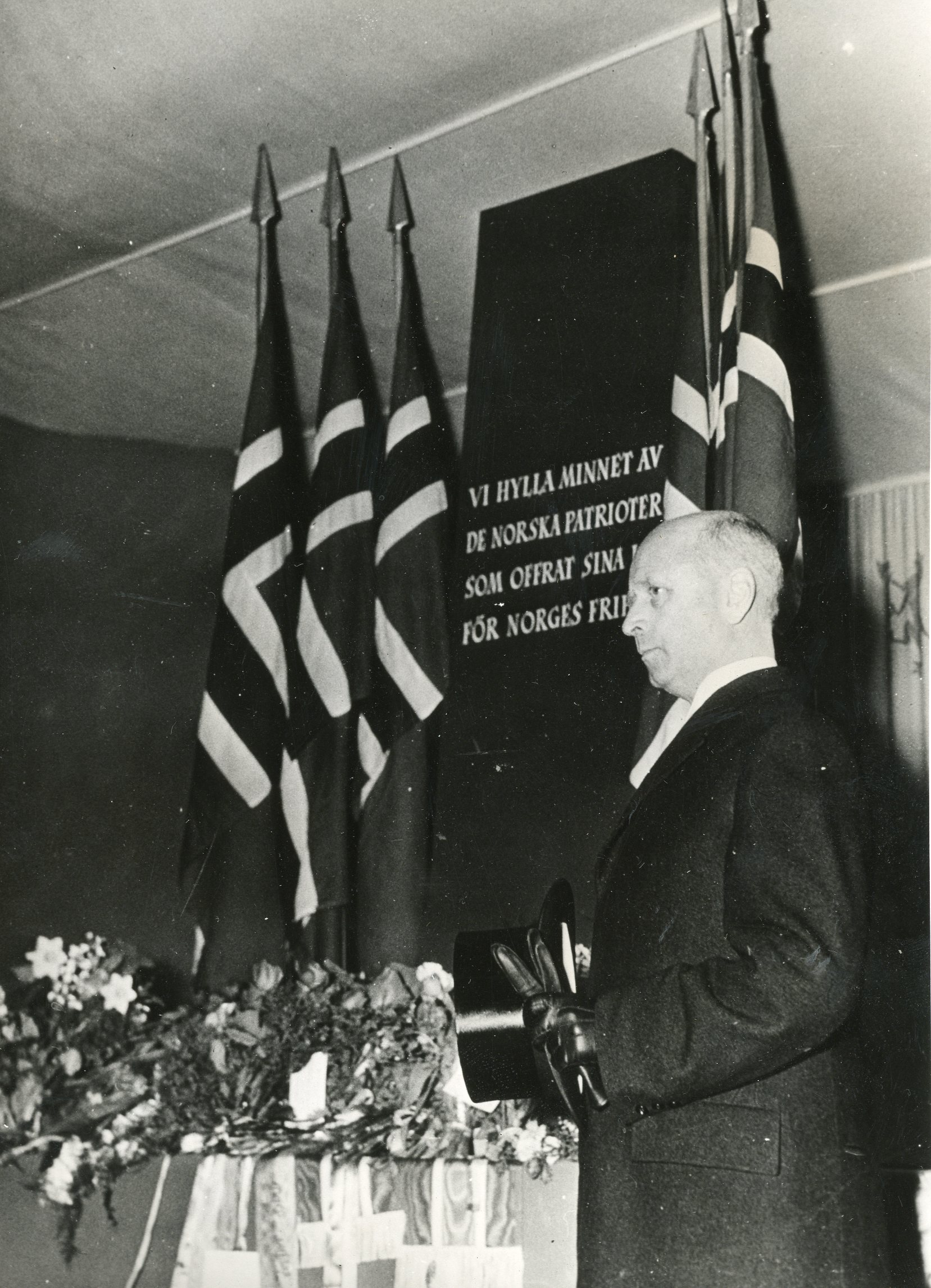
Jens Bull talar vid minneshögtiden